# 973
973 (CMLXXIII) fue un año común comenzado en miércoles del calendario juliano, en vigor en aquella fecha.

## Acontecimientos
- 19 de enero: en Roma (Italia), tras la muerte del papa Juan XIII, Benedicto VI es elegido papa (134.º) de la Iglesia católica.
- En Egipto, los fatimíes mudan su capital a El Cairo.
- En Inglaterra, el abad Dunstán (909-988) corona rey a Edgar el Pacífico.
- Inglaterra cede la región de Lothian a Escocia a cambio de la lealtad del rey escocés Kenneth II.
- Otón II se convierte en sacro emperador romano.

## Nacimientos
- 15 de septiembre: Al-Biruni astrónomo, farmacéutico, físico, filósofo, historiador, matemático y viajero uzbeko.

## Fallecimientos
- 7 de mayo: Otón I (60 años), rey franco oriental (entre 936 y 973) y emperador romano germánico entre 962 y 973 (n. 912).